# William Lloyd Garrison

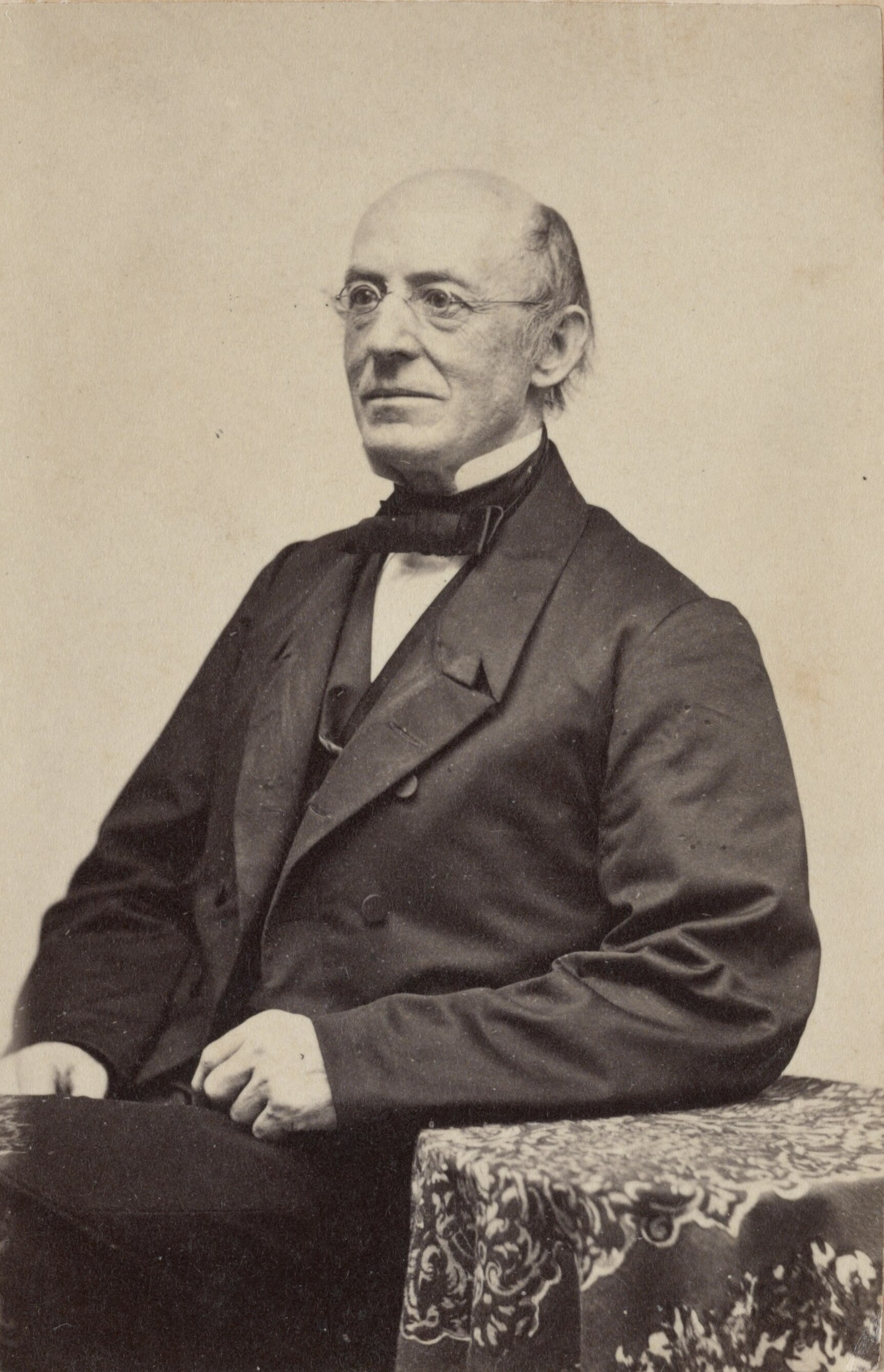
William Lloyd Garrison

William Lloyd Garrison (* 12. Dezember 1805 in Newburyport, Massachusetts; † 24. Mai 1879 in New York City) war ein US-amerikanischer Schriftsteller und Aktivist für die Abschaffung der Sklaverei in den Vereinigten Staaten.

## Leben
Garrison, der in seiner Jugend Schriftsetzer der Zeitung seiner Heimatstadt war, begann bald mit dem Verfassen von Artikeln, häufig unter dem Pseudonym Aristides. Nachdem er in Boston Anschluss an die Abolitionisten gefunden hatte, engagierte er sich für die Abschaffung der Sklaverei und schrieb für und später mit dem Herausgeber, dem Quäker Benjamin Lundy in der Zeitung Genius of Universal Emancipation. Seine freimütigen Ansichten brachten ihm wiederholt Repressalien ein. 1830 wurde er zu einer sechswöchigen Haftstrafe wegen Beleidigung inhaftiert, da er in einem Artikel des Genius einen Sklavenhändler „Räuber und Mörder“ genannt hatte; zudem wurde er Zielscheibe zahlreicher Morddrohungen.
Garrison machte sich bald einen Namen als einer der beredsamsten wie schärfsten Gegner der Sklaverei. Während andere Abolitionisten jener Zeit für einen schrittweise erfolgenden Weg in die Emanzipation plädierten, argumentierte Garrison für die „sofortige und vollständige Befreiung aller Sklaven“. Auf den besorgten Einwand auf eine Rede Garrisons, die Sklaverei werde durch die Verfassung geschützt, antwortete Garrison, wenn dieses zutreffe, dann müsse man diese Verfassung verbrennen.
Seit dem 1. Januar 1831 gab Garrison die Zeitschrift The Liberator heraus, die er 35 Jahre lang publizierte und in der entschieden und leidenschaftlich die Grundsätze der Abolitionisten vertreten wurden. Das Blatt erschien in der Regel einmal wöchentlich am Freitag und enthielt programmatische Aufsätze sowie Redemanuskripte der Gegner der Sklaverei und auch Texte ehemaliger Sklaven. In Spitzenzeiten umfasste die Auflage etwa 3000 Exemplare. Der Liberator wurde bald das wichtigste Sprachrohr der Bewegung und Garrison der meistgehasste Mann in den Südstaaten. Schon im Dezember des gleichen Jahres setzte der Staat Georgia ein Kopfgeld von 5.000 US-Dollar auf ihn aus.

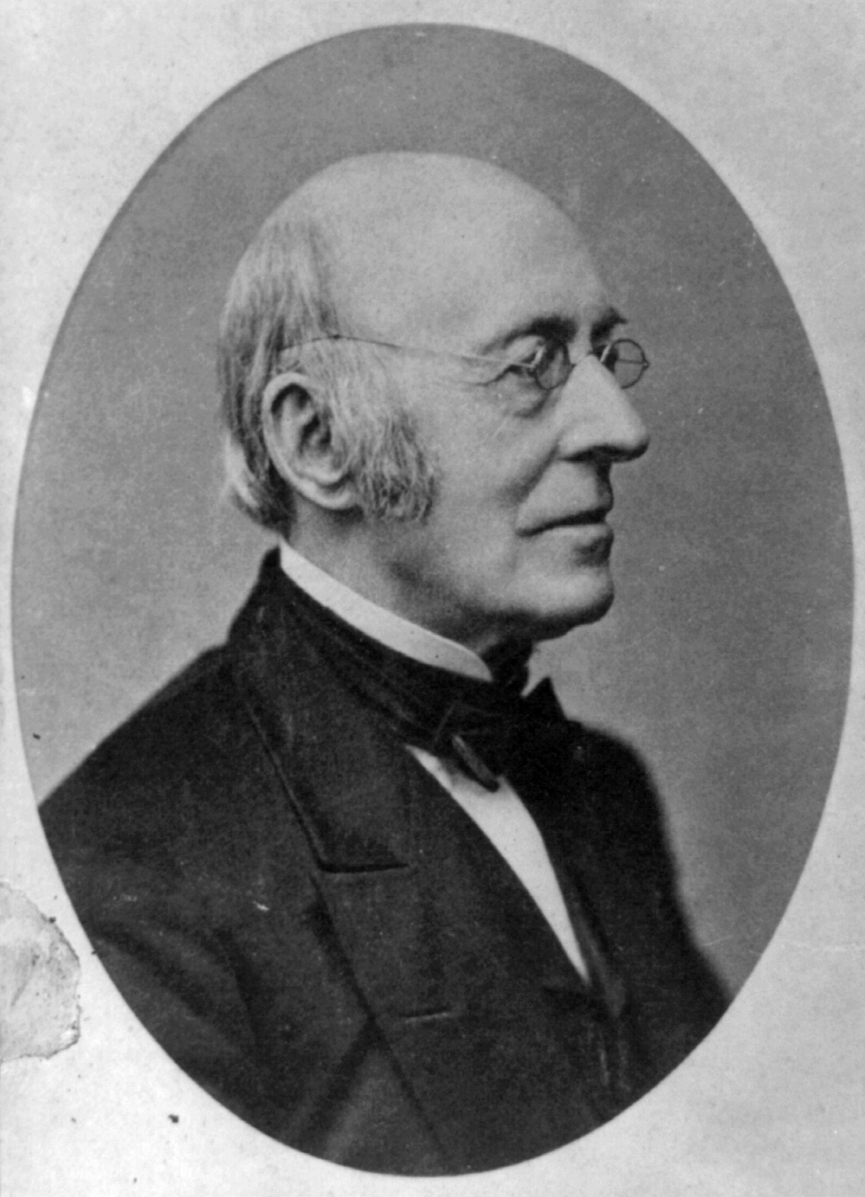
William Lloyd Garrison

Am 1. Januar 1832 gründete Garrison die New-England Anti-Slavery Society, eine Antisklavereigesellschaft, an die sich zahlreiche Vereine anlehnten, die den gleichen Zweck verfolgten.
1833 unternahm er eine Reise nach Großbritannien, um dort für die Anti-Sklavereibewegung zu werben und zu agitieren. Nach seiner Rückkehr beteiligte er sich an der Gründung der American Anti-Slavery Society in Philadelphia, deren Präsident er wurde.
Garrison arbeitete eng mit Frederick Douglass zusammen, aber später führten Meinungsverschiedenheiten beider Männer hinsichtlich der Beurteilung der Verfassung der Vereinigten Staaten zu einer Spaltung der Gesellschaft. Douglass glaubte mit Lysander Spooner und Gerrit Smith, die Verfassung erlaube die Emanzipation, während Garrison Exemplare der Verfassung, die er einen „Vertrag mit dem Tod und der Hölle“ nannte, am 4. Juli 1854 während eines Meetings der Abolitionisten in Framingham, Massachusetts, öffentlich verbrannte und sie als ein Dokument der Sklaverei brandmarkte.
1853 nannte Garrison Reverend John Rankin aus Ohio seinen „Antisklaverei-Vater“; Rankins Buch über die Sklaverei „war die Ursache meines Einstiegs in den Kampf gegen die Sklaverei“ äußerte er. 1865 legte er sein Amt nieder, nachdem durch den Amerikanischen Bürgerkrieg die Befreiung der Sklaven zumindest auf dem Papier erreicht worden war. Auch die Gesellschaft selbst wurde aufgelöst.
Nachdem 1865 der 13. Zusatz der Verfassung den Senat passiert hatte, der die Sklaverei abschaffen sollte, entschied Garrison, auch den Druck seiner Zeitung Liberator einzustellen. Er arbeitete die letzten 14 Jahre seines Lebens in anderen Reformbewegungen mit, so der Bewegung für das Frauenwahlrecht und der Temperenzler. Er starb 1879 und wurde auf dem Forest Hills Cemetery in Jamaica Plain (Massachusetts) beigesetzt.
Er hinterließ zwei Söhne und eine Tochter:
- William Lloyd Garrison (1838–1909), der ebenfalls politisch aktiv war
- Wendell Phillips Garrison (1840–1907), der von 1865 bis 1906 Herausgeber der Literaturseite der New York Nation war
- Helen Garrison Villard, genannt Fanny (1844–1928), auch sie politisch aktiv.

Garrison starb 1879 im Haus seiner Tochter Fanny. Sein eigenes Haus, in dem er von 1864 bis 1879 wohnte, ist heute unter der Bezeichnung William Lloyd Garrison House als National Historic Landmark im National Register of Historic Places eingetragen.

## Zitate
„Ich registriere zahlreiche Einwände gegen die Härte meiner Sprache; doch gibt es nicht Gründe für diese Härte? Ich bin so rau wie die Wahrheit, und so kompromisslos wie die Gerechtigkeit. In dieser Hinsicht werde ich weder moderat denken, sprechen noch schreiben. Nein! Nein! Erklären Sie einem Mann, dessen Haus brennt, moderat Alarm zu schlagen; bitten Sie ihn, seine Frau ein Stück weit aus den Händen des Vergewaltigers zu retten; erklären Sie einer Mutter ihr ins Feuer gefallene Baby stufenweise herauszuholen; – aber drängen Sie mich nicht zu Mäßigung in einem Fall wie diesem. Es ist mir ernst – Ich gebrauche keine Ausflüchte – Ich entschuldige mich nicht – Ich weiche keinen Millimeter zurück; – ABER ICH WERDE GEHÖRT. Die Apathie der Menschen kann eine Statue von ihrem Untersatz springen lassen und die Auferstehung der Toten beschleunigen.“

„Ich klage mein Geburtsland der Beleidigung der himmlischen Majestät an, die sie ihr mit der gröbsten Verhöhnung des Menschen je zugefügt hat.“

## Gedenken
- Die Stadt Boston errichtete ein Denkmal für Garrison auf der Commonwealth Avenue.[7]
- Garrison ist gemeinsam mit Maria W. Stewart ein Gedenktag (17. Dezember) im liturgischen Kalender der Episkopalkirche der Vereinigten Staaten von Amerika gewidmet.